# Engelenburg (Dordrecht)
Engelenburg is een rijksmonument in de Zuid-Hollandse stad Dordrecht. De voormalige ronde wachttoren uit 1429, die bekendstaat als rondeel Engelenburg, werd in 1647-1648 verbouwd tot woonhuis. Sinds 1975 is het pand in bezit van Vereniging Hendrick de Keyser en fungeert het als kantoor met woning. De Engelenburgerbrug is naar het rondeel genoemd.

## Geschiedenis
Het pand werd in 1429 gebouwd als een ronde wachttoren met zeshoekige bovenbouw, vergelijkbaar met de Schreierstoren in Amsterdam. De toren, die de toegang tot de kort ervoor gegraven Nieuwe Haven bewaakte, stond in de rivier voor de Gaanderij – de stadsmuur langs de Lange Geldersekade – en was daarmee verbonden met een korte verbindingsmuur, die bij het bouwhistorische onderzoek in 1962 werd teruggevonden. Waarschijnlijk werd het rondeel in de tweede helft van de 16e eeuw gewijzigd, toen er volgens de stadsrekeningen van 1564 en 1585 werd getimmerd aan de "toren van Engelborch" en aan de "cap aen de thoren op Engelenborch" (1585). De toren werd toen voorzien van de open omloop en de opengewerkte lantaarn, die te zien zijn op het stadsgezicht van Adam Willaerts uit 1629 en tekeningen van Jan van Goyen uit circa 1645. De naam Engelenburg verwijst naar de Engelenburcht in Rome en doet vermoeden dat het gebouw ooit door een beeld van de aartsengel Michaël werd bekroond. Door de aanleg van het Maartensgat en het slopen van de Gaanderij verloor de toren definitief zijn defensieve functie, voor zover hij die nog had, en werd hij in 1647-1648 verbouwd tot woonhuis voor de havenmeester van de Nieuwe Haven. Engelenburg en de Groothoofdspoort zijn de enige middeleeuwse verdedigingswerken, die nog duidelijk in het stadsbeeld herkenbaar zijn. Aan de buitenzijde is de originele gevelbekleding van Namense steen nog deels aanwezig, evenals de natuurstenen kraagstenen waar oorspronkelijk de weergang op rustte.

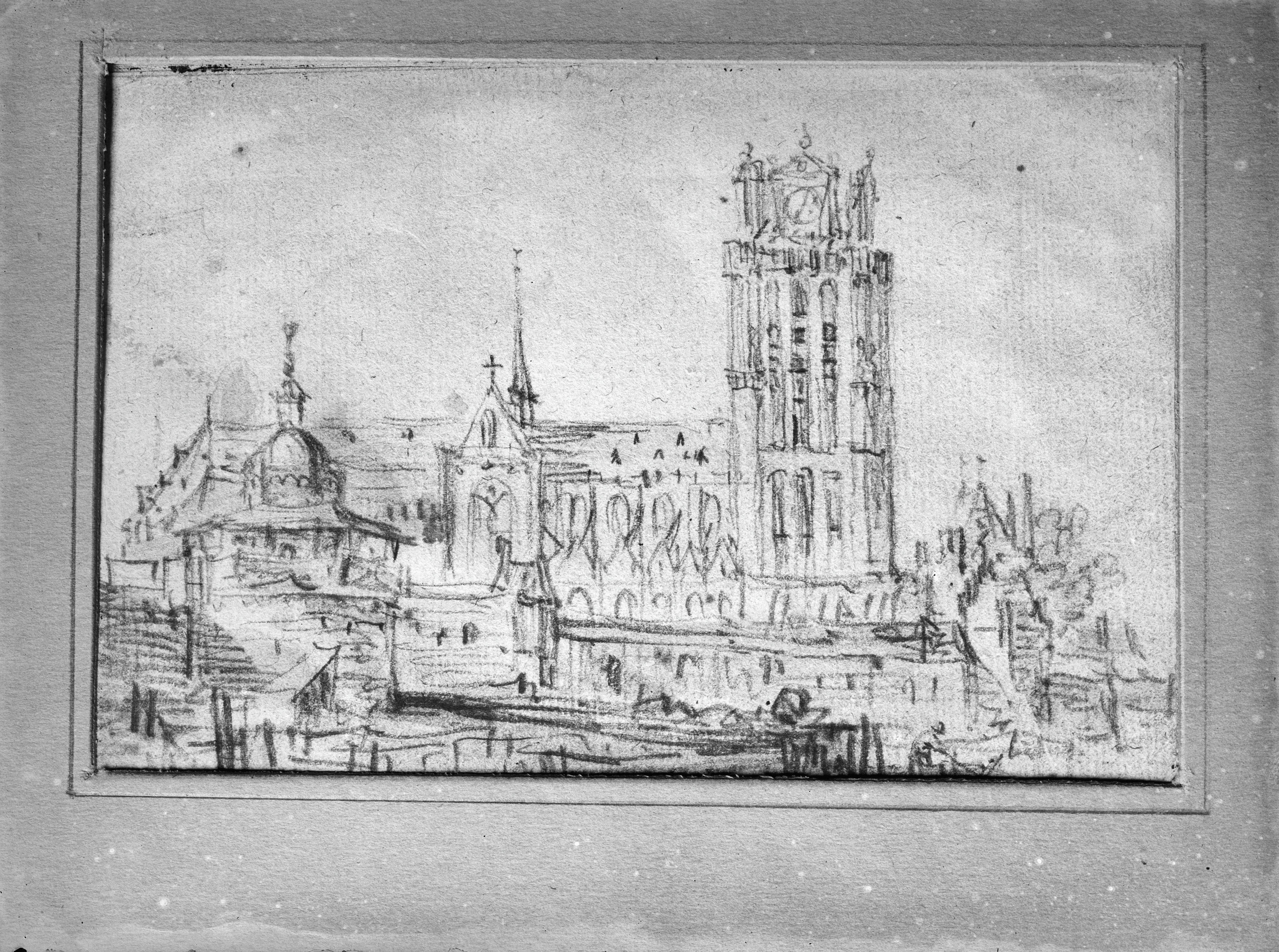
Jan van Goyen, De Gaanderij met rondeel Engelenburg en erachter de Grote Kerk, Museum Boijmans Van Beuningen, Rotterdam